# Język huński

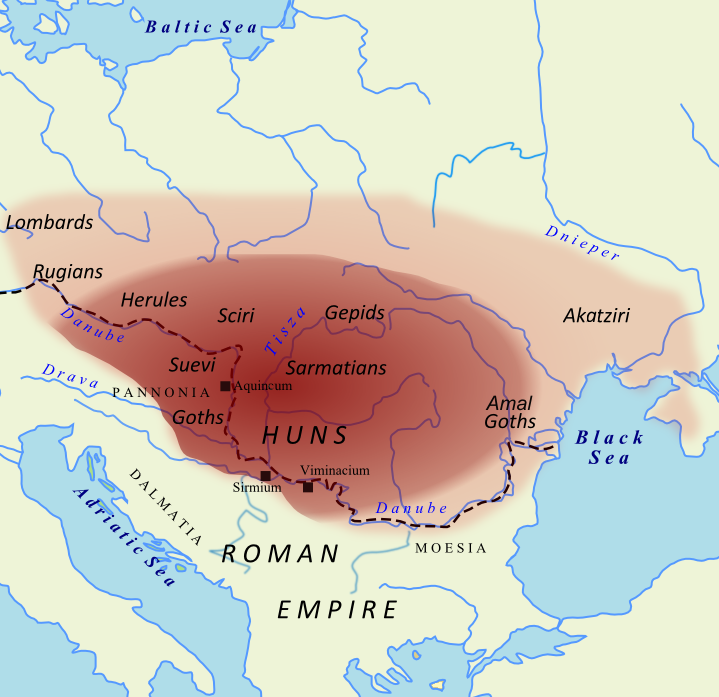
Rozmiar Imperium Attyli.

Język huński – wymarły język, o którym szczątkowe informacje zostały zaczerpnięte ze źródeł łacińskich i greckich. 
Hunowie byli ludem wieloetnicznym, toteż przez język huński należy rozumieć język ich pierwotnej grupy, która wędrując z Azji Środkowej wchłonęła elementy irańskie, słowiańskie i germańskie. Wieloetniczność Hunów potwierdzają zapiski starożytnych historyków, które świadczą o tym, że mówiło się wśród nich wieloma językami. Posłujący na dwór Attyli bizantyński historyk Priskos zapisał w swojej relacji nazwę pitego przez Hunów napoju medos, co zdaniem niektórych lingwistów mogło być zapożyczeniem od słowiańskiego określenia oznaczającego miód. Priskos przytoczył także nazwę innego spożywanego przez Hunów napitku sporządzanego z jęczmienia, kamos, która mogła być albo kolejnym zapożyczeniem słowiańskim (od kwas), albo spokrewniona z tureckim kumys. Podobnie za zapożyczenie słowiańskie lub germańskie (gockie) uznaje się zapisane przez Jordanesa słowo strava, odnoszące się do stypy urządzonej po śmierci Attyli.
Samo imię Attyla wiąże się z tureckim określeniem Wołgi (Atil/Itil). Z kolei imię jednego z jego synów, Ellaka, odczytuje się jako Ilig (turecki tytuł książęcy, używany m.in. przez Turkutów i Karachanidów), a imię drugiego syna, Dengizeka, jako zniekształcenie tureckiego Tengirer (tengir – morze, i er – mały, (szczęśliwy?) człowiek). Na podstawie tego rodzaju wnioskowań uznaje się pierwotny język Hunów za język ałtajski. Według Omeljana Pritsaka był to język ałtajski, „pomiędzy tureckim a mongolskim, prawdopodobnie bliższy temu pierwszemu niż ostatniemu. Język ten miał silne powiązania ze starobułgarskim i współczesnym czuwaskim”. Ponadto „fakt że Bułgarzy Asparucha – których uważamy za potomków Hunów prowadzonych przez Irnika – byli Turkami, jest także silnym argumentem na korzyść hipotezy, iż przynajmniej część huńskiego przywództwa mówiła po turecku”. Ostateczne rozstrzygnięcie kwestii językowej afiliacji Hunów nie jest jednak możliwe, ponieważ „nie ma niepodważalnego świadectwa dotyczącego ich języka. [...] Bardzo niewiele słów języka Hunów – w większości imion – zostało odnotowanych we współczesnych im źródłach i ich analiza, lub, jak powinniśmy raczej powiedzieć, odcyfrowanie, nie przyniosło powszechnie zaakceptowanych lub możliwych do przyjęcia rozwiązań”.